# Florica Musicescu

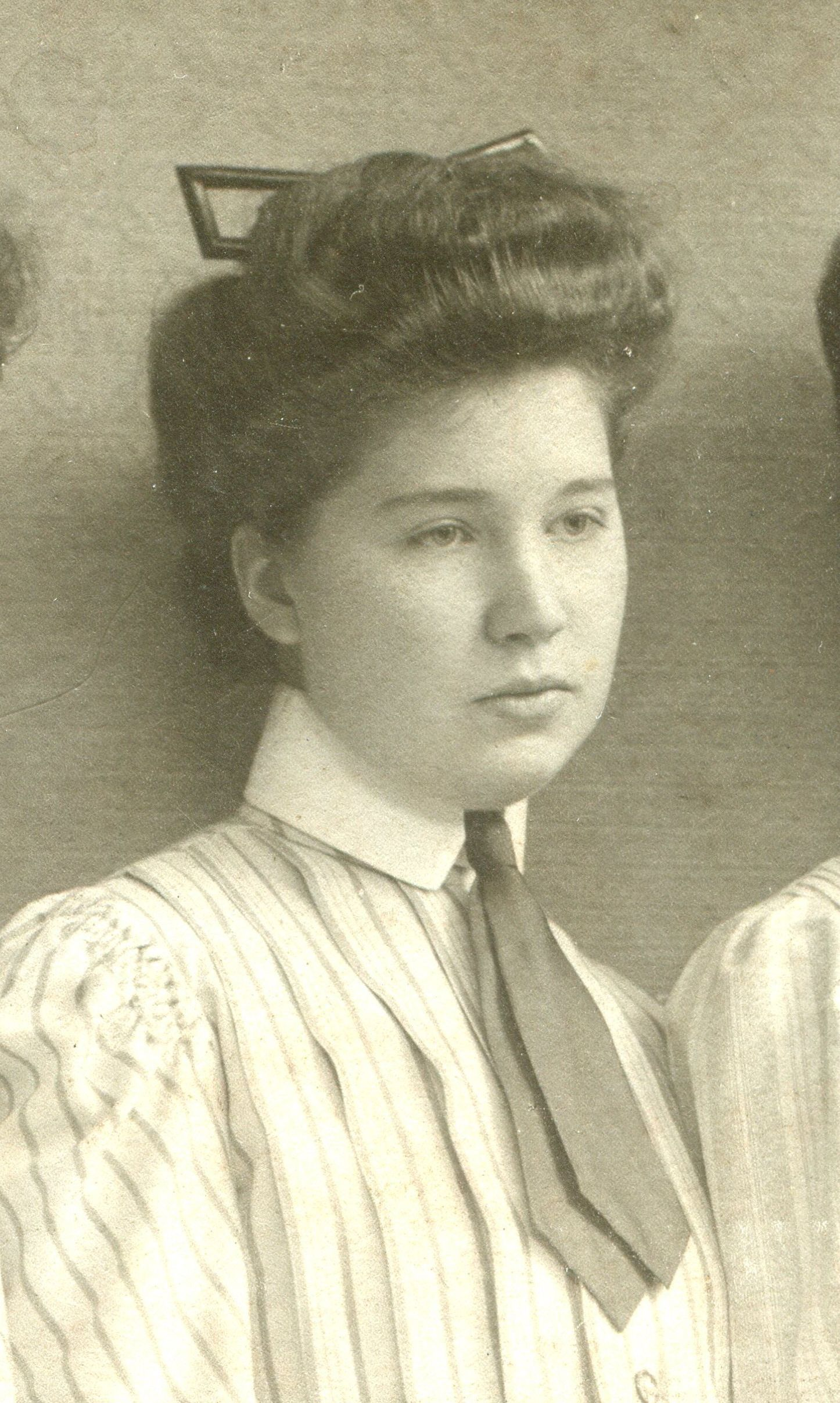
Florica Musicescu als Schülerin der Leipziger Musikhochschule (1907).

Florica Musicescu (* 21. Mai greg. / 8. Mai jul. 1887 in Iași; † 19. März 1969 in Bukarest) war eine rumänische Pianistin und Musikpädagogin.
Florica Musicescu war die Tochter des Dirigenten und Komponisten Gavriil Musicescu.
Von September 1906 bis Mai 1909 studierte Musicescu mit der finanziellen Unterstützung ihrer Schwester Sophie Teodoreanu, der Mutter des Schriftstellers Ionel Teodoreanu, am Leipziger Konservatorium. Dort wurde sie in ihrem Hauptfach Klavier von Robert Teichmüller unterrichtet und besuchte Theoriestunden bei Emil Paul.
Sie unterrichtete Klavier am Konservatorium von Bukarest und prägte nahezu alle rumänischen Pianisten um die Mitte des zwanzigsten Jahrhunderts. Zu ihren Schülern zählten neben Radu Lupu und Dinu Lipatti auch Corneliu Gheorghiu, Paul Dan, Sorin Enachescu, Constantin Iliescu, Mîndru Katz, Tamás Vesmás und Shulamith Shapira, aber auch Komponisten wie Mihai Brediceanu und Myriam Marbe. Sie war auch Lehrerin des in Bukarest geborenen deutschen Pianisten Walter Krafft, des Gründers und Leiters des Münchener Musikseminars.
Florica Musicescu wurde mit den Titeln „Verdienter Professor“ und „Verdienter Künstler“ ausgezeichnet.